# 3-苯基丙腈
3-苯基丙腈（英語：benzenepropanenitrile）是一种有机化合物，化学式C9H9N，可见于甘藍、播娘蒿、欧洲油菜等物种。